# Bobby Aloysius
Bobby Aloysius (née le 22 juin 1974 à Chemperi) est une athlète indienne, spécialiste du saut en hauteur.

## Biographie

### Palmarès
| Date | Compétition                  | Lieu       | Résultat | Performance |
| ---- | ---------------------------- | ---------- | -------- | ----------- |
| 2000 | Championnats d'Asie          | Djakarta   | 1re      | 1,83 m      |
| 2002 | Jeux du Commonwealth         | Manchester | 4e       | 1,87 m      |
| 2002 | Championnats d'Asie          | Colombo    | 2e       | 1,84 m      |
| 2002 | Jeux asiatiques              | Busan      | 2e       | 1,88 m      |
| 2003 | Jeux afro-asiatiques         | Hyderabad  | 2e       | 1,88 m      |
| 2004 | Championnats d'Asie en salle | Téhéran    | 2e       | 1,81 m      |

### Records
| Épreuve         | Épreuve      | Performance | Lieu       | Date            |
| --------------- | ------------ | ----------- | ---------- | --------------- |
| Saut en hauteur | En plein air | 1,91 m      | Chennai    | 18 juillet 2004 |
| Saut en hauteur | En salle     | 1,84 m      | Birmingham | 14 février 2004 |